# Dr. Hook & The Medicine Show
Dr. Hook & the Medicine Show, abreviada de 1975 en adelante como Dr. Hook, fue una banda de rock estadounidense formada en Union City, Nueva Jersey. Disfrutaron de un considerable éxito comercial en la década de 1970 con singles como "Sylvia's Mother", "The Cover of 'Rolling Stone'" (ambos de 1972), "A Little Bit More" (1976), "Sharing the Night Together" (1978) y "When You're in Love with a Beautiful Woman" (1979). Además de su propio material, Dr. Hook & The Medicine Show interpretaron canciones escritas por el poeta Shel Silverstein.
La banda tuvo ocho años de éxitos regulares en las listas, tanto en los Estados Unidos, donde su música se ubicó en los primeros 40 lugares de las listas de éxitos, y en todo el mundo de habla inglesa, incluidos el Reino Unido y Canadá. Su música abarcó varios géneros.

## Discografía

### Estudio y directo
| Año  | Álbum                       | Posición máxima en las listas | Posición máxima en las listas | Posición máxima en las listas | Posición máxima en las listas | Posición máxima en las listas |
| Año  | Álbum                       | EE. UU.                       | EE. UU. Country               | CAN                           | Reino Unido                   | DIN                           |
| ---- | --------------------------- | ----------------------------- | ----------------------------- | ----------------------------- | ----------------------------- | ----------------------------- |
| 1971 | Doctor Hook                 | 45                            | —                             | 38                            | —                             | 5                             |
| 1972 | Sloppy Seconds              | 41                            | —                             | 16                            | —                             | —                             |
| 1973 | Belly Up!                   | 141                           | —                             | —                             | —                             | 7                             |
| 1975 | Bankrupt                    | 141                           | —                             | —                             | —                             | 2                             |
| 1976 | A Little Bit More           | 62                            | 18                            | 69                            | 5                             | 1                             |
| 1977 | Makin' Love and Music       | —                             | —                             | —                             | 39                            | —                             |
| 1978 | Pleasure and Pain           | 66                            | 17                            | 93                            | 47                            | —                             |
| 1979 | Sometimes You Win           | 71                            | —                             | 59                            | 14                            | —                             |
| 1980 | Rising                      | 175                           | —                             | —                             | 44                            | —                             |
| 1981 | Live in the U.K.            | —                             | —                             | —                             | 90                            | —                             |
| 1982 | Players in the Dark         | 118                           | —                             | —                             | —                             | —                             |
| 1983 | Let Me Drink From Your Well | —                             | —                             | —                             | —                             | —                             |